# Liste der Naturdenkmale in Deggenhausertal
| Naturdenkmale | Anzahl |
| ------------- | ------ |
| FND           | 1      |
| END           | 0      |
| Gesamt        | 1      |

Die Liste der Naturdenkmale in Deggenhausertal nennt die verordneten Naturdenkmale (ND) der im baden-württembergischen Bodenseekreis liegenden Gemeinde Deggenhausertal. In Deggenhausertal gibt es insgesamt 1 als Naturdenkmal geschützte Objekte. Dieses ist flächenhaftes Naturdenkmal (FND). Es gibt kein Einzelgebilde-Naturdenkmal (END).
Stand: 31. Oktober 2016.

## Flächenhafte Naturdenkmale (FND)
| Name                     | Bild | Kennung     | Einzelheiten    | Position | Fläche Hektar | Datum |
| ------------------------ | ---- | ----------- | --------------- | -------- | ------------- | ----- |
| Falkenhalde              | BW   | 84350670001 | Deggenhausertal | ⊙        | 0,6           |       |
| Legende für Naturdenkmal |      |             |                 |          |               |       |